# ピッツバーグ・パンサーズ

ピッツバーグ・カラーのACCのロゴ

ピッツバーグ・パンサーズ（英: Pittsburgh Panthers）は、アメリカ合衆国のピッツバーグ大学のスポーツ競技チーム。NCAAディビジョンI所属。

## 競技チーム
| 男子スポーツ                            | 女子スポーツ     |
| --------------------------------------- | ---------------- |
| 野球                                    | バスケットボール |
| バスケットボール                        | クロスカントリー |
| クロスカントリー                        | 体操             |
| フットボール                            | ラクロス         |
| サッカー                                | サッカー         |
| 水泳・飛込                              | ソフトボール     |
| 陸上†                                   | 水泳・飛込       |
| レスリング                              | 陸上†            |
|                                         | バレーボール     |
| †屋外競技チームと室内競技チームがある。 |                  |